# Blue City Monthly
Blue City Monthly is een lifestyleblad, gevestigd in Seattle. Het tijdschrift wordt maandelijks uitgegeven in King County en Snohomish County. Elizabeth Griffin is een van de redacteuren.